# Nuctenea silvicultrix
Nuctenea silvicutrix is een spinnensoort uit de familie wielwebspinnen. Deze soort komt voor in het Palearctisch gebied.
Het vrouwtje wordt 6 tot 9 mm groot, het mannetje wordt 5 tot 6 mm. Deze soort is makkelijk van de platte wielwebspin te onderscheiden doordat de zijkant van het achterlijf geelgrijs van kleur is.